# Domino Park
Domino Park è un parco pubblico di 6 acri di Williamsburg a New York negli Stati Uniti.
si sviluppa lungo l'East River vicino al Ponte di Williamsburg, accanto al ex Raffineria di zucchero Domino da cui prende il nome.
Il parco è stato progettato da James Corner Field Operations, e creato in 6 anni..
Ha aperto al pubblico nel 2018 ed è di proprietà di Two Trees Management, società che ha speso circa 50 milioni di dollari per realizzarlo.
Il parco è caratterizzato da un'area per bambini, un'area di corsa per i cani, un campo da pallavolo, costruito come tributo ai gruppi di persone di origine latinoamericana che hanno abitato tradizionalmente il quartiere, un campo di bocce, e un'area giochi. È inoltre presente un piccolo chiosco.